# 生理的熱量
生理的熱量（せいりてきねつりょう、英: Food energy、別名生理的エネルギー値、生理的エネルギー量、代謝熱量、代謝エネルギー量）とは、生物の活動に伴って吸収消費される熱量（エネルギー）のことを言う。主に摂取する食物から得られる栄養学的熱量や、運動や代謝によって消費されるエネルギーについて用いられる。
生理的熱量の計量単位は、国際単位系および計量法では、ジュール（単位記号：J）である。ただし、「人若しくは動物が摂取する物の熱量又は人若しくは動物が代謝により消費する熱量の計量」（つまり生理的熱量）に限ってカロリー（単位記号：cal）を使用することができる。
なお、日本では、本来は計量単位である「カロリー」の語が、生理的熱量の代名詞として日常的に使われることがある（例・低カロリー食、カロリー制限など）。

## 生理的熱量の発見
17世紀後半から、生物の呼気と吸気の組成の変化が、物体を燃焼させた前後の空気組成の変化に似ているという観察結果から、呼吸と燃焼の関係が論じられるようになった。ただしこの時代は空気の成分について現代的な理解とは異なっていたため、呼吸について、メイヨー（1674）はフック（1665）の「硝石の空気」が消費されると考え、プリーストリー（1775）はフロギストンの放出であると考えた。ラヴォアジエ（1777）はこれを酸素の消費と二酸化炭素の排出であるとし、さらに運動強度に比例して酸素消費量が増えることなどから、生物による酸素消費は燃焼による酸素消費と同等であるとみなされるようになった。このことより、燃焼の量の指標である熱量が体内における「燃焼」（代謝）にも当てはめられるという考えが生まれ、生理的熱量の概念が確立した。
体内で「燃焼」が起こっている妥当性は、人間の生命に体温の維持が必要であると認識されていたし、熱を運動に変換できることは蒸気機関からの類推で知られていた。後にエネルギー保存の法則が確立され、解糖系など生体内におけるエネルギー変換の分子的機序が明らかになって、生体が利用できるエネルギー、すなわち生理的熱量の考えは、現代では確固たる物として認められている。
また、糖や脂肪といった別々の栄養素はそれぞれ異なる栄養を与えると考えられていたが、同じ熱量の糖や脂肪は熱量上等価で交換可能であり、生理的熱量は独立の栄養概念であると考えられている（ルブネルのエネルギー等値の法則）。また生理的熱量を与える栄養素を熱量素と呼ぶ。

## 生理学的熱量の定義と計測
- 酸素消費からの定義。有機物が体内で消費された場合と体外で燃焼させた場合で、酸素の消費が同量であれば、熱量の発生も同等だと推定する。厳密には気密容器の中で測定し、簡易的には呼気中の二酸化炭素濃度から求める（ペッテンコーファー,1862など）。現在でも基礎代謝や運動によって消費される熱量はこの方法で求めることが多い。
- 食物を燃やして得られる熱量による定義。食物を空気中で燃やして得られた熱量と、同量の食物を食べて出た排泄物を燃やして得られた熱量の差から、食物から吸収した熱量を推定する（ルブネル,1883など）。食物の栄養学的熱量は主にこの方法で測定され、消化吸収率などを考慮して補正される。日本では代表的な食品材料について測定されており、料理などに表示される熱量は、一般的に食品材料の分量と重量あたり熱量から推定する。
- 放出熱量からの定義。生物を断熱気密室に入れ、気温の上昇を直接測って放出した熱量を推定する（ルブネル,1894など）。酸素消費量からの測定法の補助として用いられることが多い。
- 分子化学的機序からの定義。現代では解糖系など栄養素のエネルギー変換の分子的機序が明らかになっているため、その過程から得られる熱量を推定できる。

## 食品のエネルギー換算係数
食品のカロリー（熱量）計算には米国のRubnerとAtwaterが19世紀末から20世紀初頭にかけて行った実験結果から求めた炭水化物、脂質・脂肪、タンパク質についてのアトウォーター係数が広く用いられている。
アトウォーターの換算係数は各成分の物理的燃焼熱（kcal/g・kJ/g）から人体における消化吸収率（100%は吸収されず一部は排泄される）と排泄熱量（吸収されるが利用されず排泄される）を加味し求めたものである。タンパク質では吸収された一部は尿素や尿酸などとして排泄される。
| 成分       | 物理的燃焼熱 | 消化吸収率 | 排泄熱量   | 換算係数 |
| ---------- | ------------ | ---------- | ---------- | -------- |
| 脂質       | 9.4kcal/g    | 95%        |            | 9kcal/g  |
| タンパク質 | 5.7kcal/g    | 92%        | 1.25kcal/g | 4kcal/g  |
| 炭水化物   | 4.1kcal/g    | 97%        |            | 4kcal/g  |

Atwater係数は脂質、タンパク質および炭水化物における平均値であり、便宜的な係数として多用されているが食品の成分により熱量は異なる。同じ炭水化物でも容易に利用可能なもの、植物繊維、糖アルコールなどの難消化性のものがあり、難消化性のものは小腸まででは消化されず大腸において菌などにより分解され吸収されるものがあるが分解・吸収率に差があり全く吸収されないものもある。日本の栄養表示基準では炭水化物を数段階に区分している。
| 成分       | 成分         | 熱量換算係数 | 備考                                       |
| ---------- | ------------ | ------------ | ------------------------------------------ |
| 脂質・脂肪 | 脂質・脂肪   | 9kcal/g      |                                            |
| タンパク質 | タンパク質   | 4kcal/g      |                                            |
| 炭水化物   | 消化性       | 4kcal/g      | デンプン・砂糖など小腸までで吸収されるもの |
| 炭水化物   | 難消化性糖質 | 0 - 3kcal/g  | 糖アルコール、オリゴ糖など                 |
| 炭水化物   | 食物繊維     | 0 - 2kcal/g  |                                            |
| 炭水化物   | エタノール   | 7kcal/g      | 酒類                                       |
| 炭水化物   | 有機酸       | 3kcal/g      |                                            |

以上は食品の成分ごとの消化・吸収・排泄の数値に基づいた集計であるが、この他に食品の成分による展開はせず、食品のヒトによる消化吸収試験の結果からエネルギー換算係数を求める場合もある。この手法では全食品における人体実験が必要となるが、現実には食品をグループに分け代表的な食品（例えば米）で試験をし、その値をグループ内の食品に適用している。

## その他

### 栄養学における意味
生理的熱量を与える熱量素は栄養学の中でも初期に発見され、かつ重要視されており、熱量素となる炭水化物、脂肪、タンパク質は三大栄養素と呼ばれている。
ハーバード大学医学部は、2020年10月に生理的熱量におけるカロリー計算をやめるべきだと主張した。注意深いカロリー計算でも、必ずしも均一な結果が得られるとは限らない。体がどのようにカロリーを燃焼するかは、あなたが食べる食物の種類、体の代謝、そして腸に住む生物の種類を含む多くの要因に依存する。 代わりに、未加工の食品と健康的なライフスタイルの実践に焦点を当てるべきであると発表した。
一方で、消化吸収されたものの消費されなかった熱量素は、主に脂肪組織に蓄積され、肥満や成人病を招く。このため、現代では熱量素の摂取を制限したり、運動によって熱量の消費を増やすことで体脂肪率を一定に保つのがよい（痩身）と考えられている。これは美容とも大きく関わるため、生理熱量の摂取・消費は多くの国で国民的関心事となっている。なお、一日のエネルギー必要量（消費量）は、身体活動レベルに応じて基礎代謝量の1.5〜2倍程度となる。詳細は栄養#栄養学の観点からを参照のこと。

### 名称にまつわる問題
栄養学では生理的熱量は単に熱量と呼ばれることが多かったが、一般にはその単位であるカロリーが生理的熱量をあらわす名詞として通用している。食品表示での熱量単位をカロリーからジュールに置き換えることもあり、生理的熱量のほか、生理的エネルギー値、生理的エネルギー量、代謝熱量、代謝エネルギー量などの言葉で置き換えようとする動きはあるものの、成果はほとんど上がっておらず、厚生労働省や農林水産省の広報でもカロリーという言葉が使われていることは珍しくない。また、伝統的に熱量という言葉を用いているものの、エネルギーの様態として熱を介さない代謝も多いことから、より一般的なエネルギーという言葉を用いたほうがいいという見方もある。